# الفيلق الثالث (سوريا)
الفيلق الثالث هو فيلق من الجيش السوري تم تشكيله لأول مرة عام 1985. كتب ريتشارد بينيت في عام 2001 أنه "تم تشكيل ثلاثة فيالق في عام 1985 لمنح الجيش المزيد من المرونة وتحسين الكفاءة القتالية من خلال تحقيق اللامركزية في هيكل القيادة، واستيعاب بعض الدروس المستفادة على الأقل خلال حرب لبنان عام 1982. كان مقر الفيلق الثالث في حلب، ومقره في الشمال ويغطي حماة والحدود التركية والعراقية وساحل البحر الأبيض المتوسط، وكان مكلفًا بحماية مجمع الحرب الكيميائية والبيولوجية ومرافق إنتاج وإطلاق الصواريخ.

## الهيكل في عام 2001
- الفرقة المدرعة الاحتياطية الثانية
  - اللواءان المدرعان 14 و15
  - اللواء 19 ميكانيكي
- لواء الدفاع الساحلي
  - وتضمنت الوحدات الأخرى الخاضعة لسيطرة هذا الفيلق أربعة ألوية مشاة مستقلة، ولواء واحد لحرس الحدود، وفوج مدرع مستقل، ومجموعة لواء، وفوج واحد من القوات الخاصة.

## الهيكل في عام 2013
- الفرقة المدرعة الثالثة
  - الألوية المدرعة 47 و65 و81[2]
  - اللواء 21 ميكانيكي
  - أفواج المدفعية 155[3]
- الفرقة 11 مدرعة
  - اللواءان المدرعان 60 و 67[2]
  - اللواء 87 الميكانيكي
  - فوج المدفعية 135[3]
- الفرقة 17 (المقر الرئيسي دير الزور)
  - اللواء الميكانيكي 137
  - اللواء 93 مدرع[4]
- الفرقة المدرعة 18 (المقر الرئيسي بحلب )[5]
  - الألوية المدرعة 131 و134 و167
  - اللواء الميكانيكي 120
  - فوج المدفعية 64

## الهيكل في عام 2019
- الفرقة المدرعة الثالثة
  - الألوية المدرعة 65 و81
  - اللواء 21 ميكانيكي
  - أفواج المدفعية 67 و155[3]

- الفرقة المدرعة الثامنة (تشكلت عام 2015)[6]
  - اللواءان 33 و47[7] مدرعان
  - اللواء الميكانيكي 45
  - فوج المدفعية 45
- الفرقة المدرعة الحادية عشرة[8]
  - اللواءان المدرعان 60 و67[4]
  - اللواء الميكانيكي 87[9]
  - أفواج المدفعية 89 و135[3]
- الفرقة 17 (المقر الرئيسي دير الزور)
  - اللواء الميكانيكي 137
  - اللواء 93 مدرع
  - فوج القوات الخاصة 54[10]
  - أفواج المدفعية 121 و123[4]
- الفرقة المدرعة 18 (المقر الرئيسي بحلب)[5]
  - الألوية المدرعة 131 و134 و167
  - اللواء الميكانيكي 120
  - فوج المدفعية 64
- قوات حرس الحدود السورية[11]
  - الفوج الخامس (جيب الحسكة )
  - الفوج السادس (جنوب حمص)
  - الفوج الثامن (الحدود الأردنية السورية)
  - الفوج العاشر (الحدود العراقية السورية)
  - الفوج الحادي عشر (اللاذقية)
  - الفوج الثاني عشر (منبج وعين العرب)
  - غير معروف (من المحتمل الحدود اللبنانية السورية)